# Pilophorus schwartzi
Pilophorus schwartzi är en insektsart som beskrevs av Reuter 1909. Pilophorus schwartzi ingår i släktet Pilophorus och familjen ängsskinnbaggar. Inga underarter finns listade i Catalogue of Life.